# Diocèse d'Asti
Le diocèse d'Asti (en latin : Diœcesis Astensis ; en italien : Diocesi di Asti) est un diocèse de l'Église catholique en Italie, suffragant de l'archidiocèse de Turin et appartenant à la région ecclésiastique du Piémont.

## Territoire
Le diocèse se situe sur une partie de la province d'Asti, l'autre partie de la province étant partagée par les diocèses d'Albe, de Turin, de Casale Monferrato et d'Acqui. Le diocèse a aussi les communes de Pralormo et d'Isolabella de la province de Turin et celles de Quattordio et Masio de la province d'Alexandrie. Son territoire a une superficie de 1451 km2 avec 126 paroisses regroupées en 5 archidiaconés. L'évêché est dans la ville d'Asti avec la cathédrale Santa Maria Assunta. Dans la même ville, le sanctuaire de Saint Joseph est un lieu de pèlerinage envers saint Joseph ; l'église garde aussi le corps de saint Joseph Marello.

## Histoire
Le diocèse d'Asti remonte au IIIe siècle, le 1er évêque d'Asti dont on possède des documents historiques est l'évêque Pastor, qui est intervenu lors d'un synode provincial de Milan en 451. Au début, le diocèse comprenait un vaste territoire qui comprenait le diocèse de Mondovi, une partie de celui d'Albe, d'Alexandrie, de Casale Monferrato, de Coni et quelques paroisses de Turin et de Fossano. Le diocèse perd plusieurs fois des territoires pour l'érection d'autres diocèses : Alexandrie (1075), Mondovi (1388), Casale Monferrato (1474), Saluces (1511), Fossano (1592).
Dans la seconde moitié du Xe siècle, les évêques d'Asti obtiennent des empereurs saxons le pouvoir temporel et spirituel sur la ville et son énorme patrimoine disséminé dans le vaste diocèse. En 969, le diocèse d'Alba est uni à celui d'Asti avec l'évêque Rozone (it) à la tête du nouveau diocèse. L'évêque Odon III (it) obtient en 1091 d'Henri IV du Saint-Empire le pouvoir sur le territoire par le titre de comte-évêque.
En 1775 est inauguré le nouveau séminaire, œuvre de Benedetto Alfieri. Le 17 mai 1784, avec l'autorisation du Saint-Siège, l'évêque lui-même renonce au pouvoir temporel au profit du royaume de Sardaigne obtenant du roi Victor-Amédée III le titre de prince de l'église d'Asti et une dotation annuelle.
Avec la période napoléonienne, les abbayes, monastères et lieux de culte sont dépouillés et vendus aux enchères, d'autres sont  démolis. Beaucoup d'ordres monastiques sont supprimés, réduisant la présence religieuse. Le siège épiscopal lui-même reste vacant pendant près d'une décennie. Entre le XIXe et le XXe siècle, le diocèse s'épanouit à nouveau avec des initiatives sociales et missionnaires comme Joseph Marello. Le diocèse d'Asti a son propre magazine d'information hebdomadaire appelé Gazzetta d'Asti, fondé en 1899.